# Superclásico (filme)
Superclásico é um filme de drama dinamarquês de 2011 dirigido e escrito por Ole Christian Madsen e Anders August. Foi selecionado como representante da Dinamarca à edição do Oscar 2012, organizada pela Academia de Artes e Ciências Cinematográficas.

## Elenco
- Paprika Steen - Anna
- Anders W. Berthelsen - Christian
- Adriana Mascialino - Fernanda
- Sebastián Estevanez - Juan Díaz
- Dafne Schiling - Veronica
- Jamie Morton - Oscar
- Mikael Bertelsen - Narrador
- Miguel Dedovich - Mendoza